# Bettina Müller (Politikerin)
Bettina Müller (* 7. Juni 1959 in Alzenau-Wasserlos) ist eine deutsche Politikerin (SPD). Von 2013 bis 2025 war sie Abgeordnete im Deutschen Bundestag.

## Leben
Bettina Müller wuchs in Blankenbach auf, besuchte die Otto-Hahn-Schule in Hanau und legte dort 1978 die Abiturprüfung ab. Sie studierte an der Goethe-Universität Frankfurt/Main anschließend einige Semester Germanistik und Philosophie, absolvierte dann jedoch von 1980 bis 1983 eine Ausbildung zur Krankenschwester und war zwei Jahre in dem Beruf tätig. Danach nahm sie 1985 an der Universität Frankfurt ein Jurastudium auf, das sie 1995 mit dem Zweiten Staatsexamen beendete. Seitdem ist sie als Rechtsanwältin tätig.
Bettina Müller gehörte von 1979 bis 1981 zunächst der Partei Die Grünen an, an deren Gründung sie mitgewirkt hat. Sie trat 1997 in die SPD ein. Für ihre Partei war sie von 2001 bis 2006 Beigeordnete und anschließend bis 2008 Fraktionsvorsitzende in Flörsbachtal. Seit 2006 gehört sie dem Kreistag im Main-Kinzig-Kreis an. Sie ist Mitglied des Unterbezirksvorstands der SPD Main-Kinzig. Seit 2013 ist sie Mitglied des Landesvorstandes der SPD Hessen. Ab der Bundestagswahl 2013 saß sie im Deutschen Bundestag. 2017 und 2021 wurde sie erneut in den Bundestag gewählt. Sie war in der 19. Legislaturperiode des Deutschen Bundestags ordentliches Mitglied im Ausschuss für Gesundheit, stellvertretendes Mitglied im Ausschuss für Recht und Verbraucherschutz, sowie im Ausschuss für Bau, Wohnen, Stadtentwicklung und Kommunen und Sprecherin des Arbeitskreises Kommunales. Bei der Bundestagswahl 2025 trat sie nicht erneut an.
Müller ist verheiratet und Mutter zweier Kinder. Sie lebt in Flörsbachtal (Hessen).